# 202
Cette page concerne l'année 202  du calendrier julien. Pour l'année 202 av. J.-C., voir 202 av. J.-C. Pour le nombre 202, voir 202 (nombre). Pour la voiture, voir Peugeot 202.
L'année 202 est une année commune qui commence un vendredi.

## Événements
- 1er janvier : début du consulat de Septime Sévère et de son fils Bassianus à Antioche. La ville est restaurée dans ses droits municipaux. En janvier/février, Septime Sévère rentre à Rome par voie de terre après cinq ans d’absence[1]. Il passe par l'Asie mineure (Tyane, Nicée), Edirne puis Viminacium en Mésie[2].
- 18 mars : Septime Sévère est à Sirmium. Il inspecte le limes du Danube[2].
- Mars (date probable) : le futur empereur Maximin est recruté dans l'armée romaine après sa victoire à la lutte lors de compétitions organisées devant l'empereur pour célébrer l'anniversaire de Geta[1].
- Avant avril : réconciliation entre le préfet du prétoire Plautien et Septime Sévère[3].
- 9 avril : Septime Sévère est à Rome. Des fêtes célèbrent ses dix ans de règne[4]. Mariage de Bassianus, futur Caracalla, avec Plautilla, fille de Plautien[5].

- Deuxième semestre : probable voyage de Septime Sévère et de la famille impériale pour l'Afrique[5] : Carthage, Numidie, Leptis Magna, ville natale de l'empereur, qui aurait reçu le droit italique à cette occasion[1].

- Persécutions contre les chrétiens à Alexandrie à la suite d'un édit interdisant les conversions au christianisme et toute propagande chrétienne. Le chrétien Clément d'Alexandrie est contraint à l’exil[1]. À Carthage, le peuple détruit les sépultures des chrétiens[6].
- Gaius Valerius Pudens devient gouverneur de Bretagne[1].
- Septime Sévère proclame la loi des Amoureux

## Décès en 202
- 28 juin (date traditionnelle) : Irénée, évêque de Lyon, martyr[7].